# U-1276
| U-1276                     | U-1276                                                         | U-1276                                                         |
| -------------------------- | -------------------------------------------------------------- | -------------------------------------------------------------- |
|                            |                                                                |                                                                |
|                            |                                                                |                                                                |
|                            |                                                                |                                                                |
| Під прапором               | Третій рейх                                                    | Третій рейх                                                    |
| Спуск на воду              | 25 лютого 1944 року                                            | 25 лютого 1944 року                                            |
| Виведений зі складу флоту  | 20 лютого 1945 року                                            | 20 лютого 1945 року                                            |
| Сучасний статус            | затоплений                                                     | затоплений                                                     |
| Проєкт                     |                                                                |                                                                |
| Тип ПЧ                     | Торпедний ДПЧ                                                  | Торпедний ДПЧ                                                  |
| Основні характеристики     |                                                                |                                                                |
| Швидкість (надводна)       | 17,7 вузлів                                                    | 17,7 вузлів                                                    |
| Швидкість (підводна)       | 7,6 вузлів                                                     | 7,6 вузлів                                                     |
| Робоча глибина занурення   | 120 м                                                          | 120 м                                                          |
| Гранична глибина занурення | 250 м                                                          | 250 м                                                          |
| Екіпаж                     | 44 осіб                                                        | 44 осіб                                                        |
| Розміри                    |                                                                |                                                                |
| Довжина найбільша (по КВЛ) | 67,1 м                                                         | 67,1 м                                                         |
| Ширина корпусу найб.       | 6,2 м                                                          | 6,2 м                                                          |
| Висота                     | 9,6 м                                                          | 9,6 м                                                          |
| Середня осадка (по КВЛ)    | 4,70 м                                                         | 4,70 м                                                         |
| Водотоннажність надводна   | 769 т                                                          | 769 т                                                          |
| Озброєння                  |                                                                |                                                                |
| Артилерія                  | одна палубна гармата калібру 88-мм, одна 20-мм зенітна гармата | одна палубна гармата калібру 88-мм, одна 20-мм зенітна гармата |
| Торпедно- мінне озброєння  | 4 носових і один кормовий ТА. 14 торпед                        | 4 носових і один кормовий ТА. 14 торпед                        |

U-1276 — німецький підводний човен типу VIIC/41 часів Другої світової війни.
Замовлення на будівництво човна було віддане 13 червня 1942 року. Човен був закладений на верфі Bremer Vulkan у Бремені 13 липня 1943 року під заводським номером 71, спущений на воду 25 лютого 1944 року, 6 квітня 1944 року увійшов до складу 8-ї флотилії. Також за час служби входив до складу 11-ї флотилії. Єдиним командиром підводного човна був Карл-Гайнц Вендт.
Човен зробив 1 бойовий похід, у якому потопив 1 військовий корабель.
Потоплений 20 лютого 1945 року у Кельтському морі, південніше Вотерфорду (51°48′ пн. ш. 07°07′ зх. д. / 51.800° пн. ш. 7.117° зх. д.) глибинними бомбами британського шлюпу «Аметист». Весь екіпаж у складі 49 осіб загинув.

## Потоплені та пошкоджені кораблі[3]
| Назва       | Тип    | Належність      | Дата           | Тоннаж (БРТ) | Вантаж | Статус    | Місце                                                      |
| HMS Vervain | корвет | Велика Британія | 20 лютого 1945 | 925          |        | потоплено | 51°47′ пн. ш. 07°06′ зх. д. / 51.783° пн. ш. 7.100° зх. д. |